# Ruta de Illinois 22
La Ruta de Illinois 22, y abreviada IL 22 (en inglés: Illinois Route 22) es una carretera estatal estadounidense ubicada en el estado de Illinois. La carretera inicia en el oeste desde la US 14     en Fox River Grove hacia el este en la US 41     en Highland Park. La carretera tiene una longitud de 31,7 km (19.7 mi).

## Mantenimiento
Al igual que las autopistas interestatales, y las rutas federales y el resto de carreteras estatales, la Ruta de Illinois 22 es administrada y mantenida por el Departamento de Transporte de Illinois por sus siglas en inglés IDOT.

## Cruces
La Ruta de Illinois 22 es atravesada principalmente por la  I 94     en Lincolnshire.